# Onthophagus indigus
Onthophagus indigus là một loài bọ cánh cứng trong họ Bọ hung (Scarabaeidae).